# Казино игра
Игрите, налични в повечето казина, обикновено се наричат казино игри . В казино игра играчите залагат пари или казино чипове при различни възможни произволни резултати или комбинации от резултати. Казино игрите са налични и в онлайн казина, където е позволено според закона. Освен това те могат да се играят и извън казина за забавление, на парти или в училищни състезания, често на машини, които симулират хазартни игри.

## Категории
Съществуват три общи категории казино игри: игрални машини, игра на маса и игри със случайни числа. Игралните машини, като слот машини и пачинко, обикновено се играят от един играч едновременно и не изискват участието на служители на казиното. Игрите на маса, като блекджек или крапс, включват един или повече играчи, които се състезават срещу казиното (самото казино), а не един срещу друг. Игрите на маса обикновено се провеждат от служители на казиното, наречени крупиета или дилъри. Игрите със случайни числа се базират на избора на случайни числа, както от компютърен генератор на случайни числа, така и от други игрални устройства. Игрите със случайни числа могат да се играят на маса или чрез закупуване на хартиени билети или карти, като например  кено или бинго.
Някои казино игри комбинират няколко от горепосочените аспекти; например, рулетката е игра на маса, провеждана от дилър, която включва случайни числа. Казината могат също така да предлагат и други видове игри, като организиране на покер игри или турнири, където играчите се състезават помежду си.

## Често срещани казино игри
Игрите, които обикновено се срещат в казината, включват игри на маса, игрални машини и игри с произволни числа. 

### Игри на маса
В Съединените щати терминът "игра на маса" се използва за игрите на случайност като блекджек, крапс, рулетка и бакара, които се играят срещу казиното и се управляват от един или повече живи крупиета, в противоположност на тези, които се играят на механично устройство като слот машина или срещу други играчи вместо казиното, като стандартния покер.
Игрите на маса се играят популярно в казина и включват някакъв вид легален хазарт, но също така се играят частно с различни правила на къщата. Терминът има значение, тъй като някои юрисдикции позволяват на казината да имат само слотове и никакви настолни игри. В някои щати този закон е довел до казината да използват електронни настолни игри, като рулетка, блекджек и арове.   .
Настолните игри, намерени в казина, включват:
- Бакара
- Блекджек
- Зарове
- Рулетка
- Покер ( тексас холдем, Петкарта, Омаха холдем )
- Big Six колело
- Билярд

### Игрални машини
Игралните машини, намерени в казина, включват:
- Пачинко
- Слот машина
- Терминал за видео лотария
- Видео покер

### Игри със случайни числа
Игрите със случайни числа, намерени в казина, включват:
- Бинго
- Кено

## Предимство на казиното
Казино игрите обикновено осигуряват предвидимо дългосрочно предимство за казиното, или "къщата", като в същото време предлагат на играчите възможност за краткосрочен печалба, която в някои случаи може да бъде значителна. Някои казино игри имат елемент на умение, при които решенията на играчите оказват влияние върху резултатите. Играчите, притежаващи достатъчно умения, за да елиминират вътрешното дългосрочно преимущество (къщовата предимство или виг) в казино игра, се наричат играчи с предимство.
Недостатъкът на играчите е резултат от факта, че казиното не плаща печеливши залози според "истинските коефициенти" на играта, които са изплащанията, които биха се очаквали, като се има предвид шансовете за залагане да спечелят или загубят. Например, ако играта се играе, като се залага на числото, което би се получило при хвърляне на един зар, истинските коефициенти биха били 6 пъти залога, тъй като има 1 към 6 шанс за всяко едно число да се появи, при условие че играчът получи обратно първоначално залога. Въпреки това, казиното може да плати само 4 пъти залога за печеливша залог.
Къщовата предимство или вигът се дефинира като печалбата на казиното, изразена като процент от първоначалната залог на играча. (В игри като блекджек или Испански 21, крайната залог може да бъде няколкократно първоначалния залог, ако играчът удвои и раздели.)

В американската рулетка има две "нули" (0, 00) и 36 ненулеви числа (18 червени и 18 черни). Това води до по-голямо къщово предимство в сравнение с европейската рулетка. Шансовете на играча, който залага 1 единица на червено, да спечели са 18/38, а шансовете му да загуби 1 единица са 20/38. Очакваната стойност на играча е ОС = (18/38 × 1) + (20/38 × (-1)) = 18/38 - 20/38 = -2/38 = -5.26%. Следователно къщовото предимство е 5.26%. След 10 завъртания, залагайки по 1 единица на завъртане, средната печалба на къщата ще бъде 10 × 1 × 5.26% = 0.53 единици. Европейските рулетки имат само една "нула" и затова къщовото предимство (без да се вземе предвид правилото "в затвора") е равно на 1/37 = 2.7%.
Къщовото предимство на казино игри се различава значително в зависимост от играта, като някои игри имат предимство колкото 0.3%. Кено може да има къщови предимства до 25%, а слот машините до 15%.
Изчисляването на къщовото предимство на рулетката е тривиално упражнение; за други игри това обикновено не е случаят. За да се завърши задачата, се изисква комбинаторен анализ и/или компютърна симулация.
В игри, които имат елемент на умение, като блекджек или Испански 21, къщовото предимство се дефинира като къщовото предимство от оптимална игра (без използването на напреднали техники като броене на карти), на първата ръка от ботуша (контейнерът, който държи картите). Наборът от оптимални игри за всички възможни ръце се нарича "основна стратегия" и силно зависи от специфичните правила и дори броят на тестета, използвани.
Традиционно, мнозинството казина се отказват да разкрият информация за къщовото предимство на слот машините им, и поради неизвестния брой на символите и теглото на барабаните, в повечето случаи е много по-трудно да се изчисли къщовото предимство, отколкото в други казино игри. Въпреки това, поради някои онлайн свойства, които разкриват тази информация и някои независими изследвания, проведени от Майкъл Шакълфорд в офлайн сектора, този образец бавно се променя.  В игри, в които играчите не се състезават срещу къщата, като покер, казиното обикновено печели пари чрез комисионна, известна като "рейк".

### Стандартно отклонение
Факторът на късмета в казино игра се количествено измерва с помощта на стандартни отклонения  (SD). Стандартното отклонение на проста игра като рулетка може да се изчисли, използвайки биномното разпределение. В биномното разпределение, SD = √(npq), където n = брой играни рундове, p = вероятност за печалба, и q = вероятност за загуба. Биномното разпределение предполага резултат от 1 единица за печалба и 0 единици за загуба, вместо -1 единица за загуба, което удвоява обхвата на възможните резултати. Освен това, ако залагаме по 10 единици за рунд вместо по 1 единица, обхватът на възможните резултати се увеличава 10 пъти.
SD (рулетка, залог на равни пари) = 2b √(npq), където b = залог на рунд, n = брой рундове, p = 18/38, и q = 20/38.
Например, след 10 рунда по 1 единица на рунд, стандартното отклонение ще бъде 2 × 1 × https://wikimedia.org/api/rest_v1/media/math/render/svg/a7218ac69b7d1dd37ad862e73e85e53b4387a7b2 = 3.16 единици. След 10 рунда, очакваната загуба ще бъде 10 × 1 × 5.26% = 0.53. Както може да се види, стандартното отклонение е много пъти по-голямо от очакваната загуба.
Стандартното отклонение за пай гау покер е най-ниско сред всички общи казино игри. Много казино игри, особено слот машини, имат изключително високи стандартни отклонения. По-големият размер на потенциалните изплащания увеличава стандартното отклонение.
При увеличаване на броя рундове, в крайна сметка очакваната загуба ще надмине стандартното отклонение, много пъти. От формулата виждаме, че стандартното отклонение е пропорционално на квадратния корен от броя на играните рундове, докато очакваната загуба е пропорционална на броя на играните рундове. При увеличаване на броя на рундове, очакваната загуба нараства с много по-голяма скорост. Затова е невъзможно за хазартниците да печелят в дългосрочен план. Високото съотношение на краткосрочното стандартно отклонение към очакваната загуба заблуждава хазартниците, че могат да спечелят.
Важно е за казиното да познава както предимството на къщата, така и вариацията на всичките си игри. Предимството на къщата им казва какъв вид печалба ще постигнат като процент от оборота, а вариацията им казва колко парични резерви са им необходими. Математиците и компютърните програмисти, които извършват такава работа, се наричат игрални математици и анализатори на игри. Казината нямат вътрешна експертиза в тази област, затова задачите им се аутсорсват на експерти в областта на анализа на игрите.

## Препратки
1. ↑  UNLV Center for Gaming Research: Casino Mathematics //  gaming.library.unlv.edu.    Архивиран от оригинала на 2022-05-24. Посетен на 2022-05-23.
2. ↑  Casino Etiquette //  New York Times.   Посетен на 2016-03-17.
3. ↑  Victor H. Royer. Powerful Profits from Casino Table Games.   Kensington Publishing Corporation, 2004. ISBN 978-0-8184-0643-0. с. 135–.
4. ↑  Victor H. Royer. Casino Gamble Talk: The Language Of Gambling And The New Casino Game.   Lyle Stuart, 26 August 2014. ISBN 978-0-8184-0789-5. с. 134–.
5. ↑  Michael Shackleford is the wizard of odds //  Observer.    Архивиран от оригинала на 18 October 2015. Посетен на 13 October 2015.
6. ↑  Hagan, general editor, Julian Harris, Harris. Gaming law : jurisdictional comparisons. 1st.   London, European Lawyer Reference Series/Thomson Reuters, 2012. ISBN 978-0414024861.
7. ↑  Gao, J.Z. и др. Mathematical analyses of casino rebate systems for VIP gambling //  International Gambling Studies 11 (1).   April 2011. DOI:10.1080/14459795.2011.552575. с. 93–106.
8. ↑  Andrew, Siegel. Practical Business Statistics.   Academic Press, 2011. ISBN 978-0123877178. Посетен на 13 October 2015.